# Adam Ryszard Minchejmer

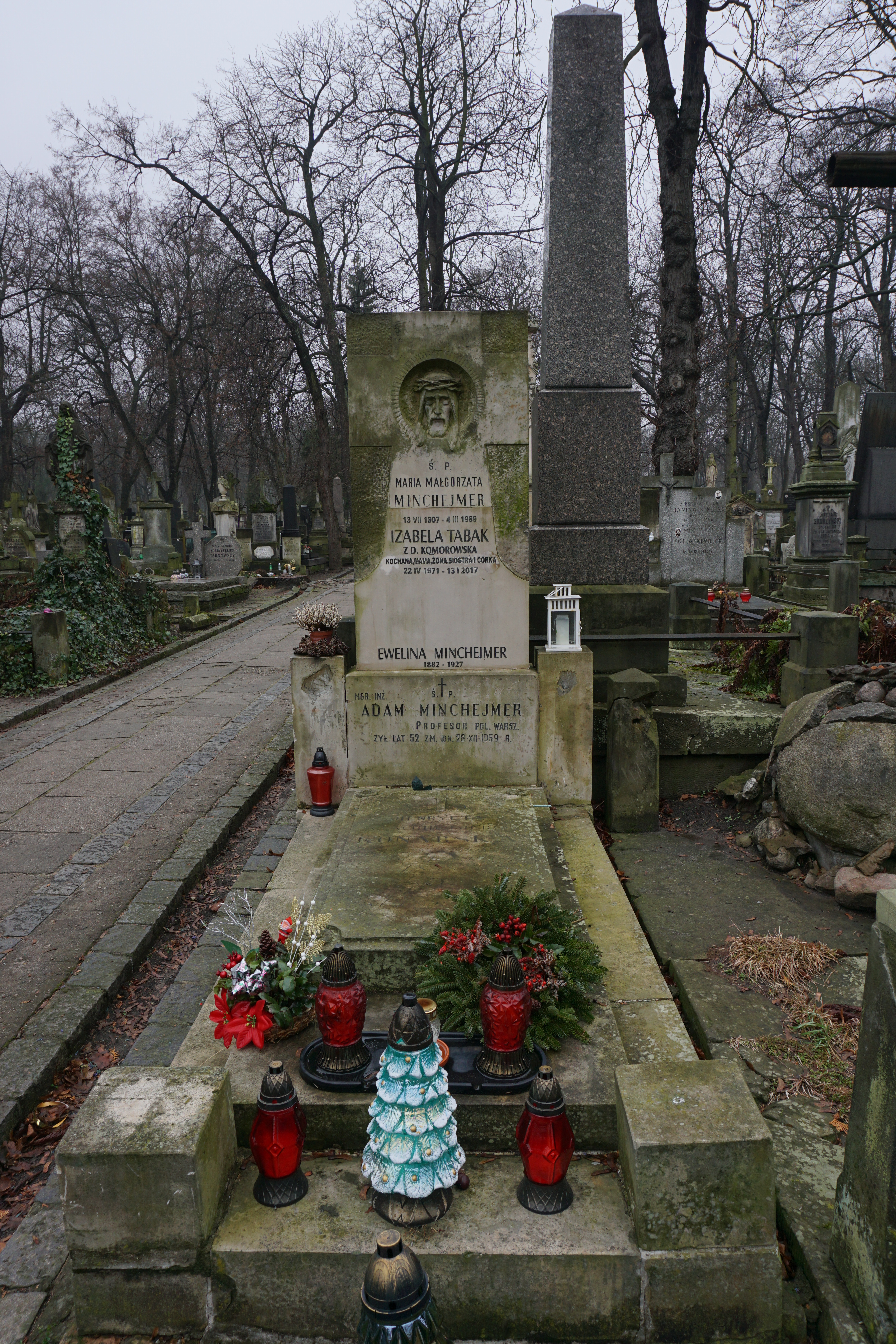
Grób Adama Ryszarda Minchejmera na cmentarzu Powązkowskim w Warszawie

Adam Ryszard Minchejmer (ur. 7 stycznia 1907 w Tbilisi, zm. 28 grudnia 1959 w Warszawie) – polski inżynier mechanik, profesor Politechniki Warszawskiej. 

## Życiorys
Urodził się w rodzinie Ryszarda Minchejmera (1875–1934), inżyniera robót kolejowych, i Eweliny z Ejsmondów (1882–1927), wnuk kompozytora Adama Münchheimera. Początkowo uczył się w Karsie i Izmirze, po przyjeździe rodziny w 1919 do Warszawy kontynuował naukę w Gimnazjum im. Jana Zamoyskiego. W 1926 rozpoczął studia na Wydziale Mechanicznym Politechniki Warszawskiej, jako specjalizację wybrał mechanikę samochodową. W 1932 uzyskał tytuł magistra i został zatrudniony przy przejmowaniu dokumentacji licencji Fiata 508, od 1934 do wybuchu II wojny światowej pracował w Fabryce Samochodów Państwowych Zakładów Inżynierii przy uruchamianiu produkcji samochodów tej marki. Początkowo był konstruktorem, a następnie szefem biura technologicznego.
Podczas okupacji niemieckiej pracował w zakładzie mechanicznym, który w konspiracji produkował broń dla Armii Krajowej. W stopniu podporucznika AK brał udział w powstaniu warszawskim. Po powstaniu znalazł się w niewoli (nr jeniecki 101794).
W 1947 powrócił do Kraju. Objął kierownictwo Zakładu Budowy Samochodów w Szkole Inżynierskiej im. Wawelberga i Rotwanda, równolegle kierował Zakładem Samochodowym w Instytucie Motoryzacji, a następnie był doradcą naukowym w Biurze Konstrukcyjnym Przemysłu Motoryzacyjnego. Z inż. Wiktorem Sudrą opiniował projekt firmy Fiat dotyczący budowy Fabryki Samochodów Osobowych na Żeraniu. W 1951 po połączeniu szkół został kierownikiem Zakładu Budowy Samochodów w Katedrze Budowy Samochodów Wydziału Mechanicznego Technologiczno-Konstrukcyjnego, od 1953 była to Katedra Samochodów Wydziału Samochodów i Ciągników. Od 1951 do 1954 był prodziekanem obu wydziałów, równocześnie prowadził wykłady z zakresu budowy samochodów w Wieczorowej Szkole Inżynierskiej. 20 grudnia 1954 został nominowany na profesora nadzwyczajnego.
Od 1935 był mężem Marii Małgorzaty z Wodzińskich (1907–1989), z którą miał córkę Annę Małgorzatę po mężu Komorowską.
Zmarł w Warszawie, pochowany na cmentarzu Powązkowskim (kwatera 24-1-30).

## Członkostwo
- Sekcja Samochodowa SIMP;
- Polski Komitet do Spraw Motoryzacji NOT
- Rada Naukowa ITS

## Publikacje
- Badanie samochodów (1959)
- Teoria ruchu samochodów (1960)

## Ordery i odznaczenia
- Krzyż Kawalerski Orderu Odrodzenia Polski
- Medal 10-lecia Polski Ludowej (19 stycznia 1955)[5]
- Złota Odznaka NOT